# Maria od Jezusa López de Rivas
Maria od Jezusa (López de Rivas) (ur. 18 sierpnia 1560 w Tartanedo w dzis. prowincji Guadalajara, zm. 13 września 1640 w Toledo) – hiszpańska karmelitanka, błogosławiona Kościoła rzymskokatolickiego.
Urodziła się w małym miasteczku, w szlacheckiej rodzinie. Gdy poczuła powołanie do życia zakonnego, wstąpiła do klasztoru Karmelitów Bosych. W 1577 roku otrzymała habit, a w dniu 15 sierpnia 1578 roku złożyła śluby zakonne. W 1584 roku została mianowana mistrzem nowicjatu, a w 1591 roku została przeoryszą. W 1600 roku została odwołana ze stanowiska z powodu fałszywych oskarżeń zazdrosnej zakonnicy.
Zmarła mając 80 lat w opinii świętości.
Została beatyfikowana przez papieża Pawła VI w dniu 14 listopada 1976 roku.